# ناجح إبراهم
ناجح إبراهيم (بالإنجليزية: Najeh Braham)‏ (مواليد 20 مايو 1977 في بيمبلا) لاعب كرة قدم تونسي دولي يجيد اللعب في خط الهجوم. يلعب حاليا لصالح نادي إيرزغيبيرغه أويه الألماني من سنة 2009.

## روابط خارجية
- ناجح إبراهم على موقع الاتحاد الدولي (مؤرشف)  (الإنجليزية)
- ناجح إبراهم على موقع قاعدة بيانات كرة القدم.إي يو (الإنجليزية)
- ناجح إبراهم على موقع بيانات كرة القدم. دي إي (الألمانية)
- ناجح إبراهم على موقع ناشيونال فوتبول تيمز (الإنجليزية)
- ناجح إبراهم على موقع عالم كرة القدم.نت (الإنجليزية)